# Periquito-da-carolina
Periquito-carolino ou periquito-da-carolina (nome científico: Conuropsis carolinensis) é uma espécie extinta de ave que vivia no leste dos Estados Unidos, desde o Golfo do México aos Grandes Lagos. A espécie foi descrita pela primeira vez por Lineu em 1758 e desapareceu em 1918. Era o único psitaciforme endémico da América do Norte.
O periquito-da-carolina era uma ave colorida, de plumagem verde, mais claro na zona ventral, com cabeça, pescoço, coxas e bordo das asas amarelos; a testa, bochechas e zona em torno dos olhos era cor de laranja vivo. A subespécie C. carolinensis ludovicianus tinha distribuição geográfica mais a oeste e plumagem mais baça, em tons de verde azulado. Eram aves de pequeno porte, com cerca de 20 cm de envergadura e uma cauda com 15 cm de comprimento médio; as fêmeas eram geralmente menores. A sua alimentação era baseada em sementes que colhiam no chão. Eram aves gregárias, que viviam em grandes bandos de centenas de indivíduos. Os seus hábitos de reprodução são desconhecidos mas supõe-se, através de relatos do século XIX, que construíssem ninhos simples em troncos de árvore ocos.

## Taxonomia e evolução
O cladograma a seguir mostra a relação do periquito-da-carolina entre seus parentes mais próximos, após um estudo de DNA de Kirchman e colaboradores em 2012:
|  | Primolius (contém três espécies de maracanãs) |
|  |                                               |

|  | Ara macao (araracanga)                     |
|  |                                            |
|  | Ara glaucogularis (arara-de-garganta-azul) |
|  |                                            |

|  | Primolius (contém três espécies de maracanãs) |
|  |                                               |

|  | Ara macao (araracanga)                     |
|  |                                            |
|  | Ara glaucogularis (arara-de-garganta-azul) |
|  |                                            |

|  | Primolius (contém três espécies de maracanãs) |
|  |                                               |

|  | Ara macao (araracanga)                     |
|  |                                            |
|  | Ara glaucogularis (arara-de-garganta-azul) |
|  |                                            |

|  | Primolius (contém três espécies de maracanãs) |
|  |                                               |

|  | Ara macao (araracanga)                     |
|  |                                            |
|  | Ara glaucogularis (arara-de-garganta-azul) |
|  |                                            |

|  | Primolius (contém três espécies de maracanãs) |
|  |                                               |

|  | Ara macao (araracanga)                     |
|  |                                            |
|  | Ara glaucogularis (arara-de-garganta-azul) |
|  |                                            |

|  | Primolius (contém três espécies de maracanãs) |
|  |                                               |

|  | Ara macao (araracanga)                     |
|  |                                            |
|  | Ara glaucogularis (arara-de-garganta-azul) |
|  |                                            |

|  | Primolius (contém três espécies de maracanãs) |
|  |                                               |

|  | Ara macao (araracanga)                     |
|  |                                            |
|  | Ara glaucogularis (arara-de-garganta-azul) |
|  |                                            |

|  | Primolius (contém três espécies de maracanãs) |
|  |                                               |

|  | Ara macao (araracanga)                     |
|  |                                            |
|  | Ara glaucogularis (arara-de-garganta-azul) |
|  |                                            |

|  | Conuropsis carolinensis (periquito-da-carolina) |
|  |                                                 |

|  | Nandayus nenday (periquito-de-cabeça-preta) |
|  |                                             |

|  | Aratinga solstitialis (jandaia-amarela)           |
|  |                                                   |
|  | Aratinga auricapillus (jandaia-de-testa-vermelha) |
|  |                                                   |

|  | Nandayus nenday (periquito-de-cabeça-preta) |
|  |                                             |

|  | Aratinga solstitialis (jandaia-amarela)           |
|  |                                                   |
|  | Aratinga auricapillus (jandaia-de-testa-vermelha) |
|  |                                                   |

|  | Conuropsis carolinensis (periquito-da-carolina) |
|  |                                                 |

|  | Nandayus nenday (periquito-de-cabeça-preta) |
|  |                                             |

|  | Aratinga solstitialis (jandaia-amarela)           |
|  |                                                   |
|  | Aratinga auricapillus (jandaia-de-testa-vermelha) |
|  |                                                   |

|  | Nandayus nenday (periquito-de-cabeça-preta) |
|  |                                             |

|  | Aratinga solstitialis (jandaia-amarela)           |
|  |                                                   |
|  | Aratinga auricapillus (jandaia-de-testa-vermelha) |
|  |                                                   |

|  | Primolius (contém três espécies de maracanãs) |
|  |                                               |

|  | Ara macao (araracanga)                     |
|  |                                            |
|  | Ara glaucogularis (arara-de-garganta-azul) |
|  |                                            |

|  | Primolius (contém três espécies de maracanãs) |
|  |                                               |

|  | Ara macao (araracanga)                     |
|  |                                            |
|  | Ara glaucogularis (arara-de-garganta-azul) |
|  |                                            |

|  | Primolius (contém três espécies de maracanãs) |
|  |                                               |

|  | Ara macao (araracanga)                     |
|  |                                            |
|  | Ara glaucogularis (arara-de-garganta-azul) |
|  |                                            |

|  | Primolius (contém três espécies de maracanãs) |
|  |                                               |

|  | Ara macao (araracanga)                     |
|  |                                            |
|  | Ara glaucogularis (arara-de-garganta-azul) |
|  |                                            |

|  | Primolius (contém três espécies de maracanãs) |
|  |                                               |

|  | Ara macao (araracanga)                     |
|  |                                            |
|  | Ara glaucogularis (arara-de-garganta-azul) |
|  |                                            |

|  | Primolius (contém três espécies de maracanãs) |
|  |                                               |

|  | Ara macao (araracanga)                     |
|  |                                            |
|  | Ara glaucogularis (arara-de-garganta-azul) |
|  |                                            |

|  | Primolius (contém três espécies de maracanãs) |
|  |                                               |

|  | Ara macao (araracanga)                     |
|  |                                            |
|  | Ara glaucogularis (arara-de-garganta-azul) |
|  |                                            |

|  | Primolius (contém três espécies de maracanãs) |
|  |                                               |

|  | Ara macao (araracanga)                     |
|  |                                            |
|  | Ara glaucogularis (arara-de-garganta-azul) |
|  |                                            |

|  | Conuropsis carolinensis (periquito-da-carolina) |
|  |                                                 |

|  | Nandayus nenday (periquito-de-cabeça-preta) |
|  |                                             |

|  | Aratinga solstitialis (jandaia-amarela)           |
|  |                                                   |
|  | Aratinga auricapillus (jandaia-de-testa-vermelha) |
|  |                                                   |

|  | Nandayus nenday (periquito-de-cabeça-preta) |
|  |                                             |

|  | Aratinga solstitialis (jandaia-amarela)           |
|  |                                                   |
|  | Aratinga auricapillus (jandaia-de-testa-vermelha) |
|  |                                                   |

|  | Conuropsis carolinensis (periquito-da-carolina) |
|  |                                                 |

|  | Nandayus nenday (periquito-de-cabeça-preta) |
|  |                                             |

|  | Aratinga solstitialis (jandaia-amarela)           |
|  |                                                   |
|  | Aratinga auricapillus (jandaia-de-testa-vermelha) |
|  |                                                   |

|  | Nandayus nenday (periquito-de-cabeça-preta) |
|  |                                             |

|  | Aratinga solstitialis (jandaia-amarela)           |
|  |                                                   |
|  | Aratinga auricapillus (jandaia-de-testa-vermelha) |
|  |                                                   |

## Descrição
O periquito-da-carolina era um pequeno papagaio verde muito semelhante em tamanho e coloração à jandaia-amarela e à jandaia-verdadeira. A maior parte da plumagem era verde com plumas verdes mais claras, uma cabeça amarela brilhante e testa laranja e rosto estendendo-se para trás dos olhos e bochechas superiores (lores). Os ombros eram amarelos, continuando ao longo da borda externa das asas. As penas primárias eram em sua maioria verdes, mas com bordas amarelas nas primárias externas. As coxas eram verdes na parte superior e amarelas nos pés. Os machos e fêmeas adultos eram idênticos na plumagem, porém os machos eram ligeiramente maiores do que as fêmeas (sexualmente dimórficos). As pernas e pés eram castanhos claros. Eles compartilham os pés zigodáctilos da família dos papagaios. A pele ao redor dos olhos era branca e o bico era de cor pálida. Essas aves pesam cerca de 280 gramas, têm 13 polegadas de comprimento e envergadura de 21 a 23 polegadas.
Os periquitos jovens diferiam ligeiramente na coloração dos adultos. O rosto e todo o corpo eram verdes, com as partes inferiores mais claras. Eles não tinham plumagem amarela ou laranja no rosto, asas e coxas. Os filhotes eram cobertos de penugem cinza-rato, até cerca de 39 a 40 dias, quando asas e caudas verdes aparecem. Os jovens tinham plumagem adulta completa por volta de 1 ano de idade.
Essas aves viviam bastante, pelo menos em cativeiro - um casal foi mantido no Zoológico de Cincinnati por mais de 35 anos.

## Distribuição ehabitat

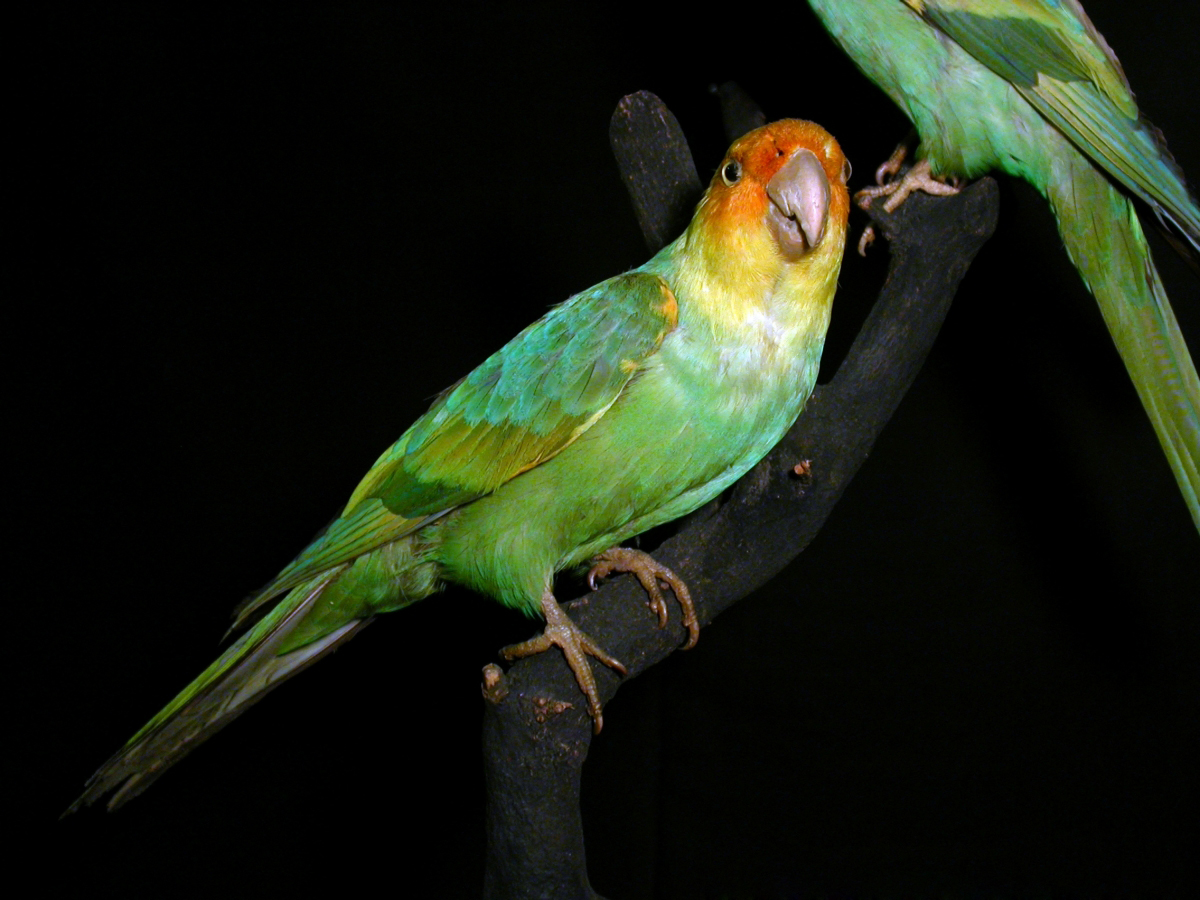
Espécime reconstituído de Periquito-da-carolina, Museu Wiesbaden, Alemanha

O periquito-da-carolina tinha a área de ocorrência mais ao norte de qualquer psitacídeo conhecido. Era encontrado do sul da Nova Inglaterra e Nova York e Wisconsin até Kentucky, Tennessee e Golfo do México. Também teve uma ampla distribuição a oeste do rio Mississippi, até o oeste do leste do Colorado. Seu alcance foi descrito pelos primeiros exploradores assim: o 43º paralelo como o limite norte, o 26º como o meridiano mais meridional, o 73º e o 106º meridianos como os limites leste e oeste respectivamente, o intervalo incluía todos ou partes de pelo menos 28 estados. Seus habitats eram florestas pantanosas antigas ao longo de rios e em pântanos, especialmente na bacia de drenagem Mississippi-Missouri, com grandes árvores ocas, incluindo ciprestes e sicômoros, para serem usadas como locais de ninhos.
Apenas estimativas muito aproximadas da prevalência anterior das aves podem ser feitas: com um intervalo estimado de 20 mil a 2,5 milhões de km2 e densidade populacional de 0,5 a 2,0 papagaios por km2, as estimativas da população variam de dezenas de milhares a alguns milhões de aves (embora as populações mais densas ocorreram na Flórida cobrindo 170.000 km2; portanto, pode ter havido centenas de milhares de aves somente nesse estado).
A espécie pode ter aparecido como um vagante muito raro em locais tão ao norte quanto no sul de Ontário. Alguns ossos, incluindo um pigóstilo encontrado no Calvert Site, no sul de Ontário, vieram do periquito-da-carolina. Permanece a possibilidade de que esse espécime tenha sido levado ao sul de Ontário para fins cerimoniais.

## Comportamento e dieta
A ave vivia em bandos enormes e barulhentos de até 200 a 300 indivíduos. Eles construíam seus ninhos em uma árvore oca, colocando de dois a cinco (a maioria diz dois) ovos brancos redondos de 4,1 cm.
Se alimentava principalmente de sementes de árvores e arbustos da floresta, incluindo cipreste, amora, faia, sicômoro, olmo, pinheiro, bordo, carvalho e outras plantas, como cardos e espécies de vegetais do gênero Cenchrus. Também comia frutas, incluindo maçãs, uvas e figos (geralmente de pomares na época de seu declínio). Foi especialmente notada por sua predileção por berbigões (Xanthium strumarium), uma planta que contém um glicósido tóxico, e foi considerada uma praga agrícola das lavouras de grãos.

## Relação com humanos
A chegada dos colonos ingleses à América do Norte no fim do século XV modificou radicalmente os ecossistemas da costa leste. O desenvolvimento da zona implicou clareio de florestas e drenagem de pântanos para dar lugar a campos agrícolas. Estas mudanças beneficiaram o periquito-da-carolina, que se alimentava de sementes e depressa aprendeu a aproveitar o novo recurso. No entanto, os colonos não gostavam de ver as suas sementeiras e pomares atacadas pelos bandos de aves e começaram a matá-los às centenas. John James Audubon conta, numa carta ao editor do livro The Birds of America, que baseou a estampa dedicada a esta espécie numa cesta cheia de periquitos mortos por um vizinho, que colheu num pomar perto de sua casa. Vistos como uma praga, os periquitos foram caçados até se tornarem muito raros. Os últimos exemplares em liberdade foram mortos em abril de 1904. Nesta altura havia algumas centenas de periquitos-da-carolina distribuídos por vários Jardins Zoológicos, mas, como a reprodução em cativeiro nunca foi bem sucedida, a espécie, já extinta na Natureza, estava condenada a desaparecer. O último exemplar, um macho chamado Incas, morreu a 21 de Fevereiro de 1918 no Jardim Zoológico de Cincinnati, onde também morreu a última representante do pombo-passageiro, Martha.